# Tondo
Pour les articles homonymes, voir Tondo (homonymie).

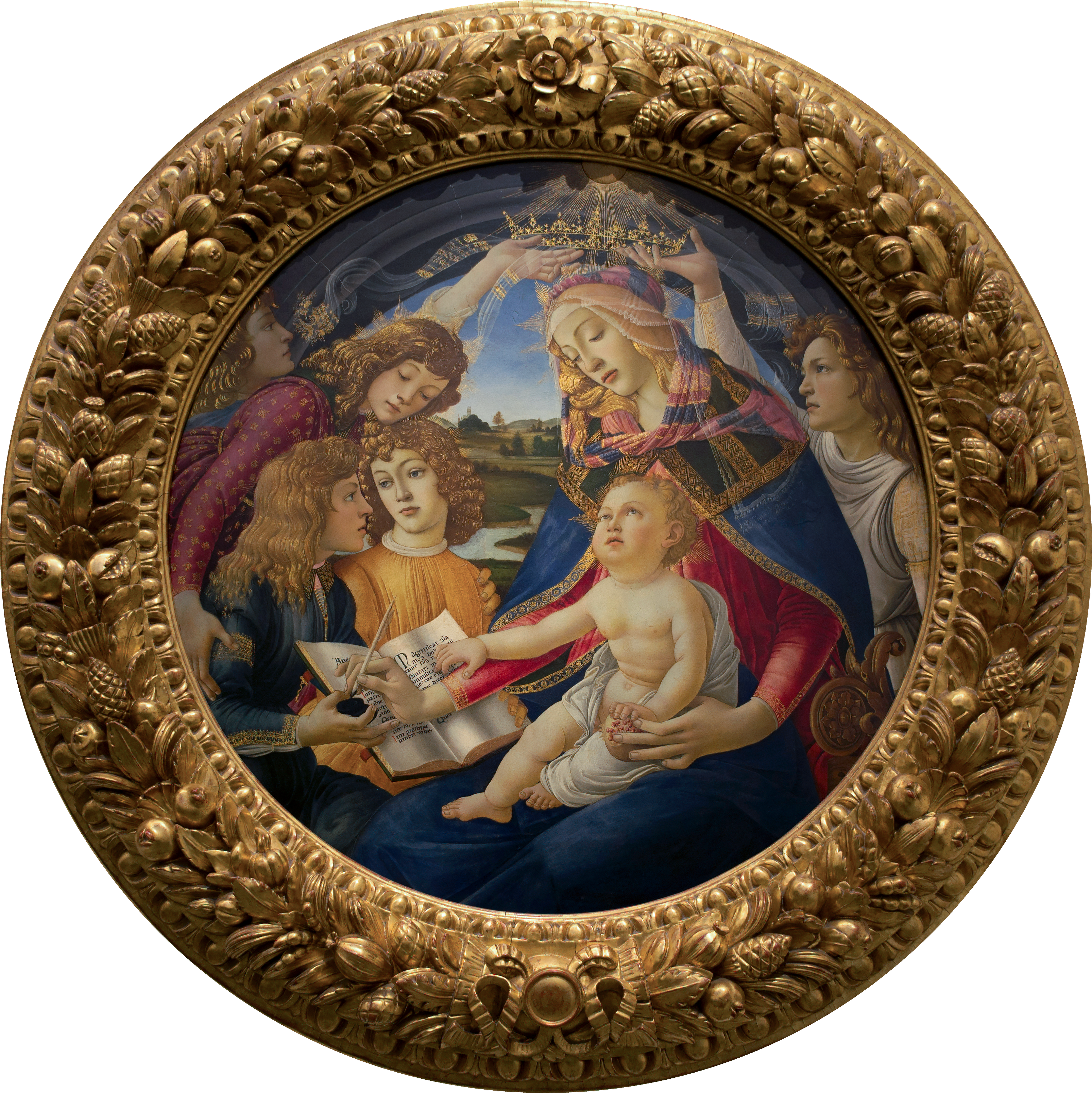
La Madone du Magnificat de Botticelli.

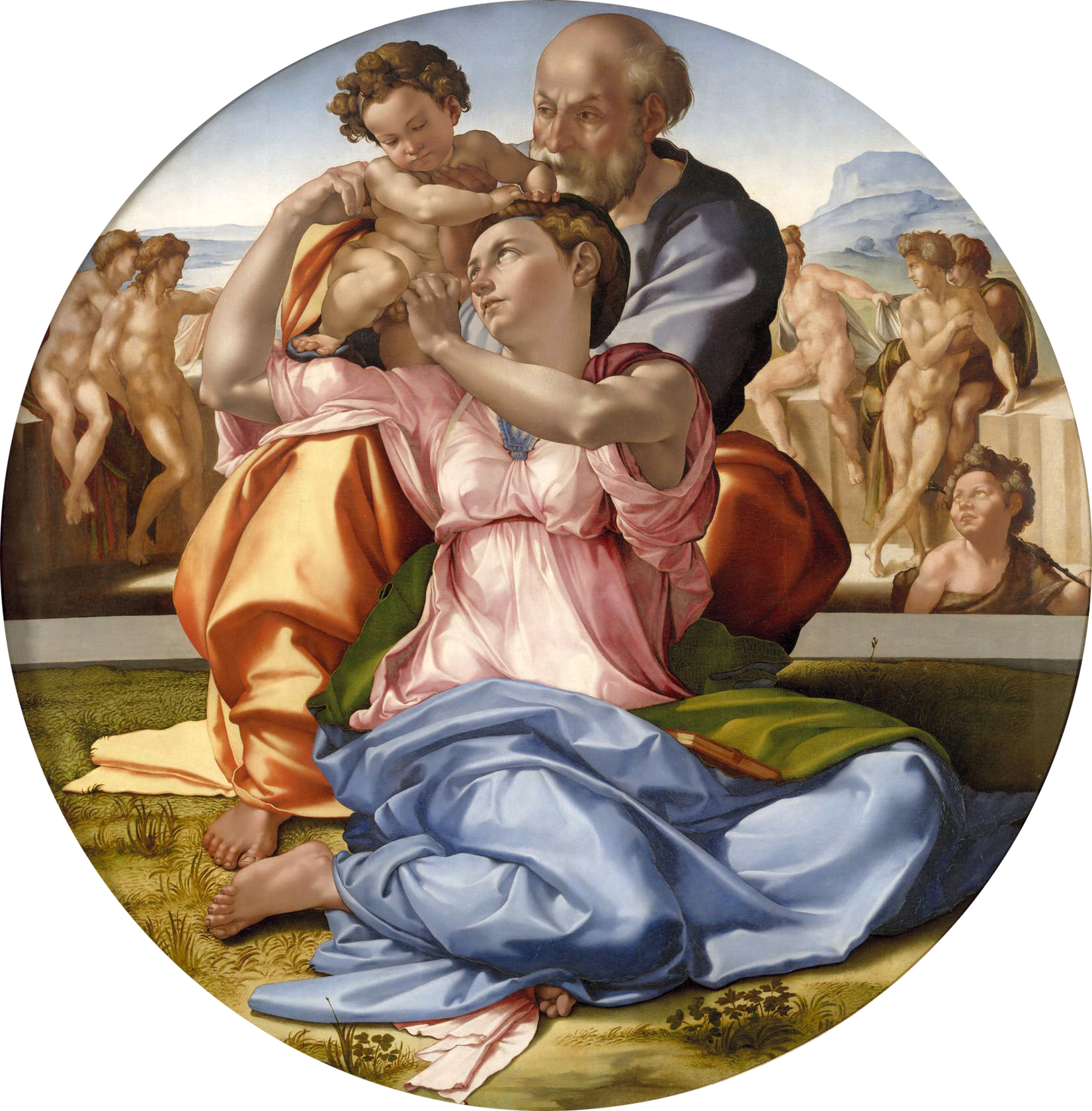
Tondo Doni de Michel-Ange.

Le tondo (tondi au pluriel) est une œuvre peinte ou parfois sculptée sur un support de forme ronde. 

## Étymologie
Le terme provient de l'italien, c'est une aphérèse du mot rotondo (rond).

## Histoire
Des tondi sont créés depuis l'Antiquité, comme en témoigne par exemple le Tondo severiano, mais c'est durant la Renaissance qu'ils connaissent leur apogée, en vogue auprès des peintres italiens qui le réintroduisirent, en redécouvrant notamment l’imago clipeata romaine :
- l'Adoration des Mages dite Tondo Cook de Fra Angelico et/ou Fra Filippo Lippi (1440-1460) ;
- la Madone du Magnificat de  Botticelli ;
- le Tondo Doni de Michel-Ange.

Le desco da parto, plus utilitaire (plateau d'accouchée en cadeau pour son premier-né), observe le même format mais est peint sur deux faces.
Ingres utilise ce format à plusieurs occasions, notamment pour Le bain turc qui est exposé à Paris au musée du Louvre.

## Symbolique
Le cercle, la sphère et le disque renvoient à l'idée de perfection (voir quadrature du cercle).

## Emploi
Placé au plafond, le tondo sert souvent associé aux types de peinture allégoriques nommées les Apothéoses, servant à déifier les puissants en les représentant en l'air. Ce sont alors des décorations de plafond de la taille des fresques murales, et non plus des tableaux ronds.
Ces formes et supports (en bois)  ont aussi été abondamment utilisés à la Renaissance artistique italienne pour les desco da parto, plateaux d'accouchée offert à la mère pour son premier né (primogenito).
De grands peintres les ont illustrés, sur les deux faces, en usant des sujets mythologiques, symboliques, religieux ou profanes.

## Exemples

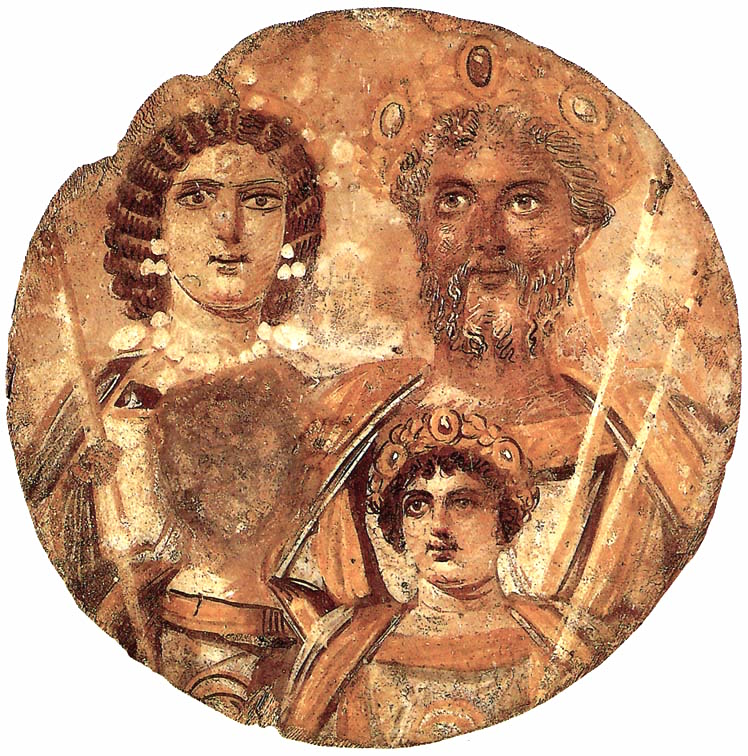
Septime Sévère et sa famille, Tondo severiano.
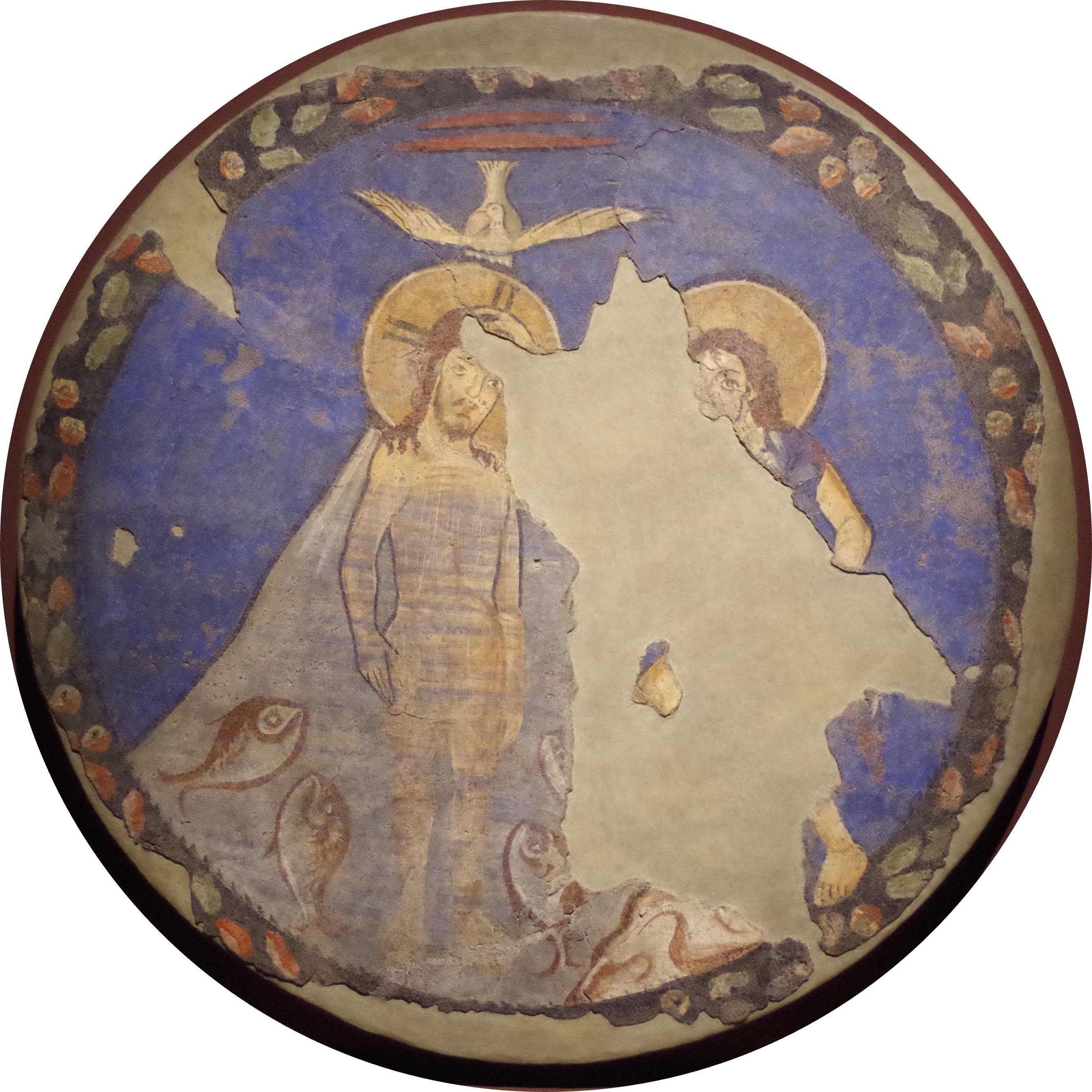
Tondo du baptême du Christ, vers 1128, peinture murale provenant de la crypte de l'église San Nicola in Carcere.
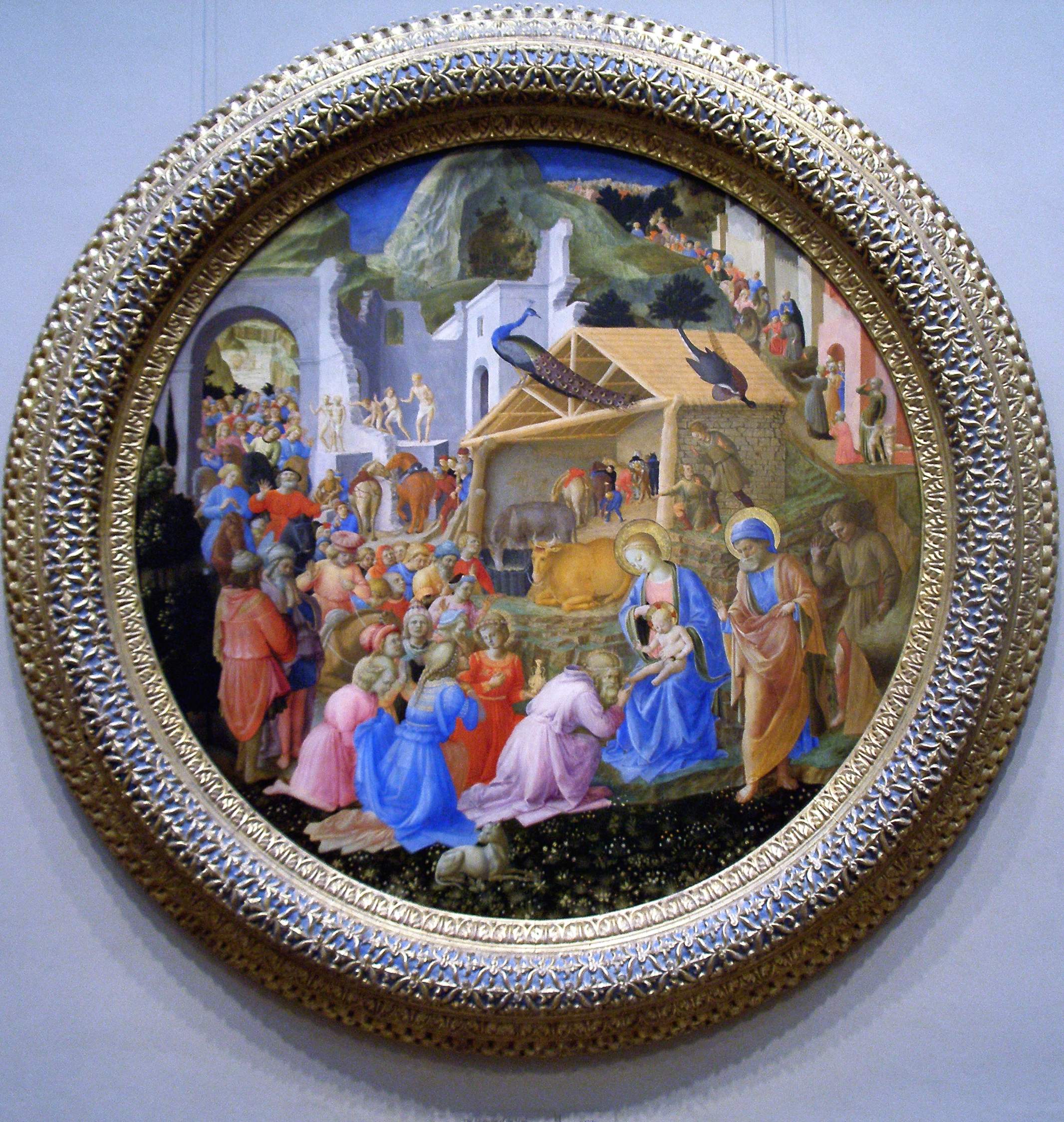
Le Tondo Cook de Fra Filippo Lippi ou Fra Angelico.
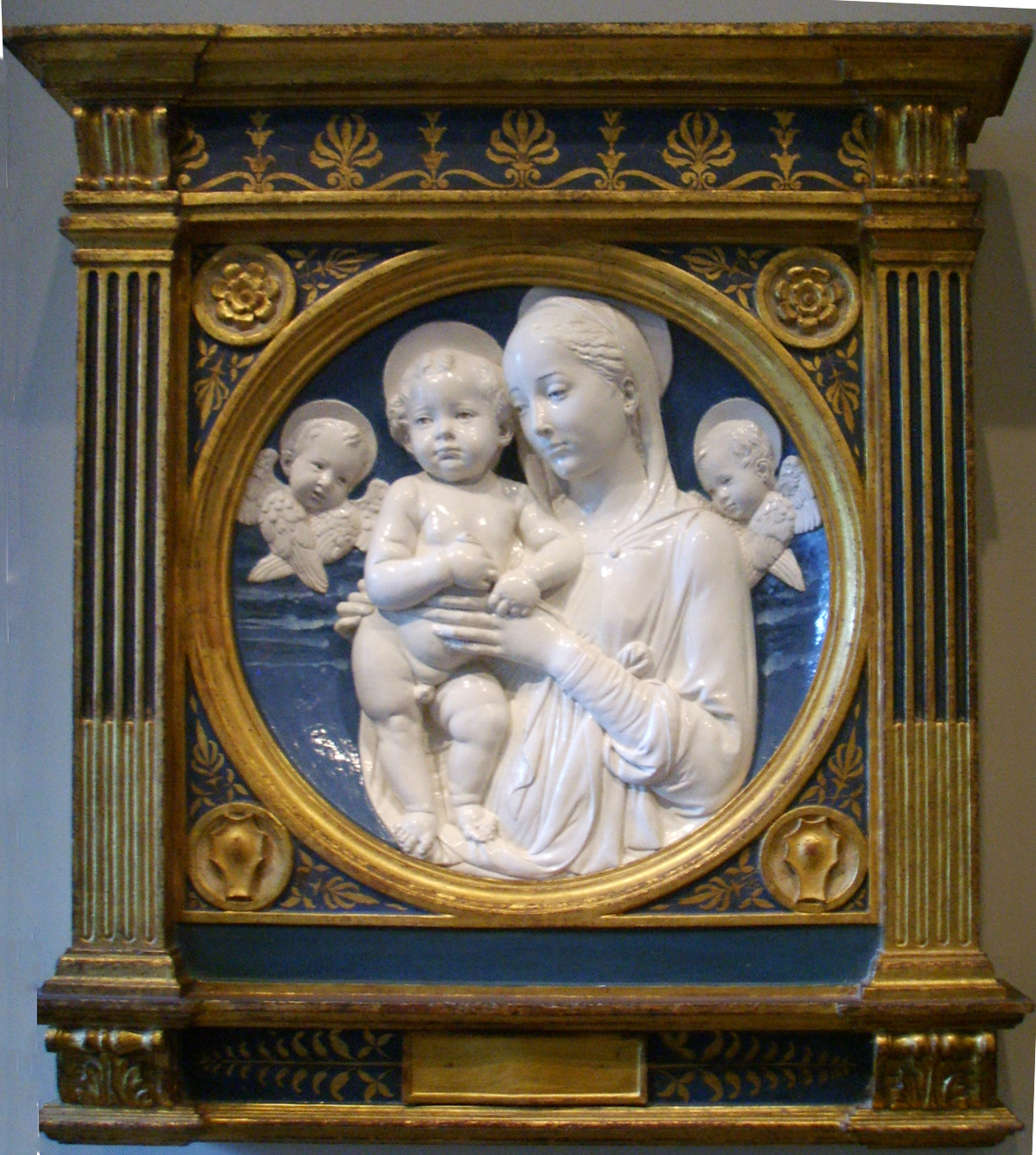
Bas-relief en terracotta invetriata d'Andrea della Robbia.
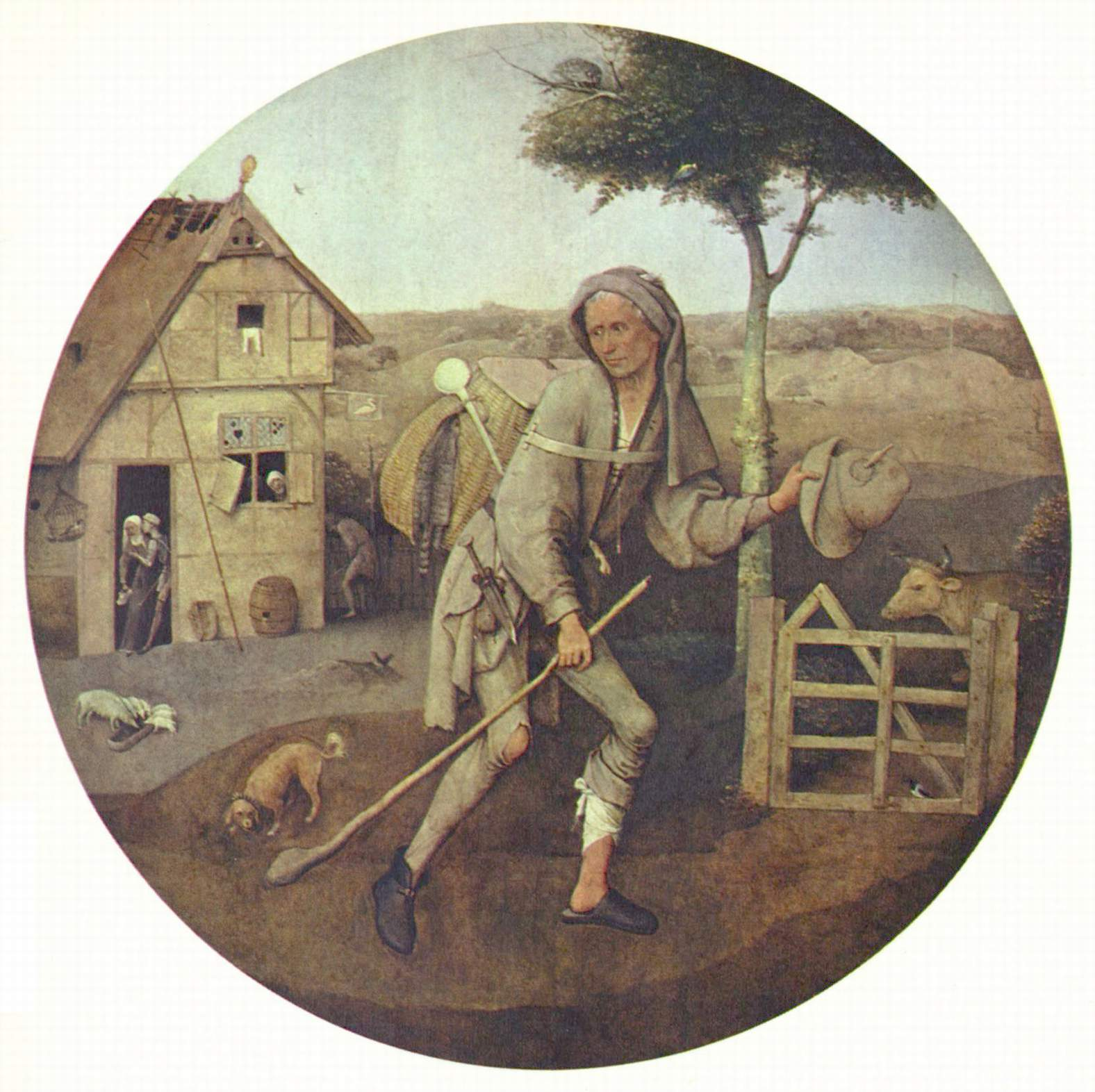
Le Fils prodigue Jérôme Bosch.
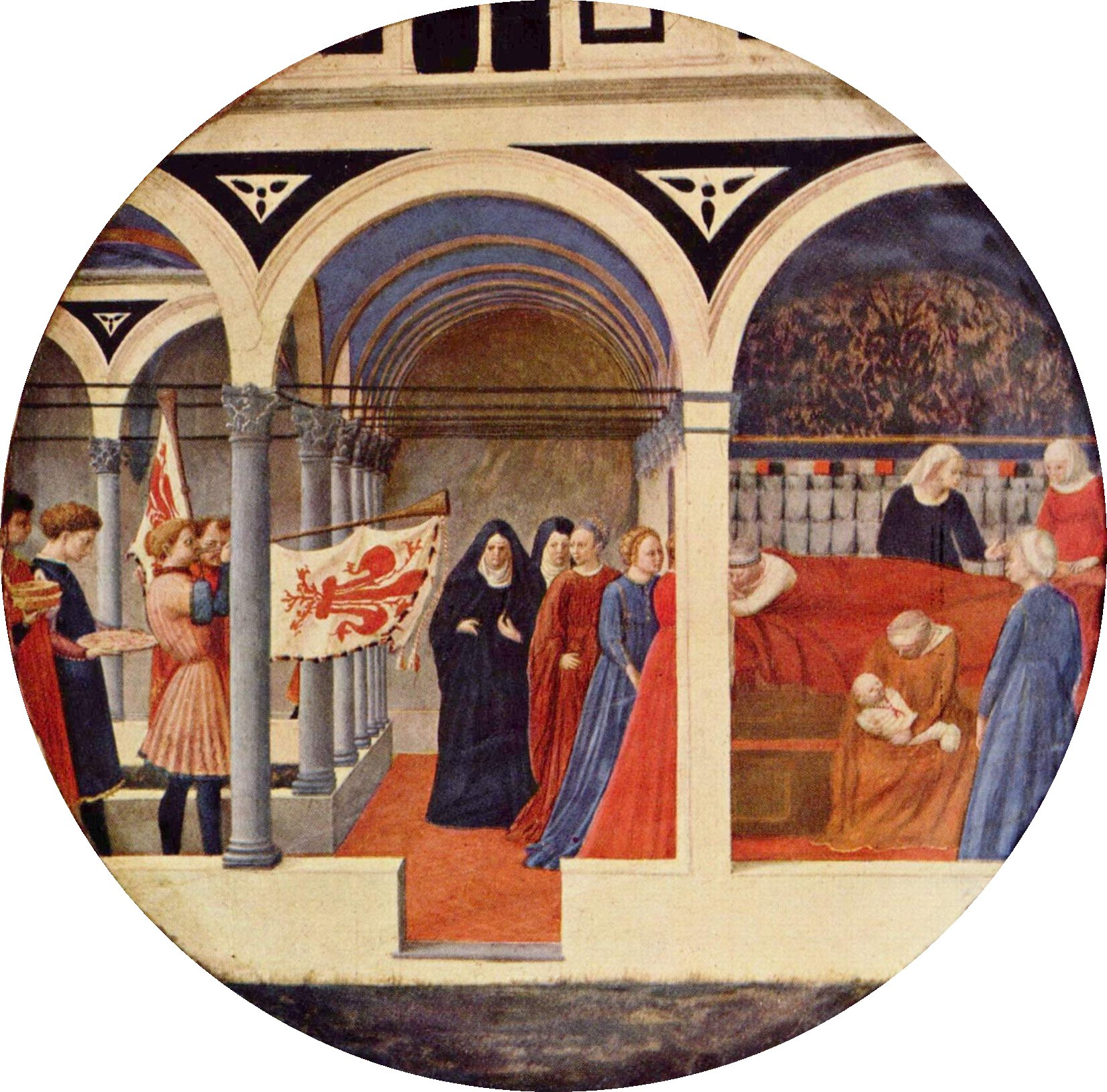
Desco da parto Masaccio.
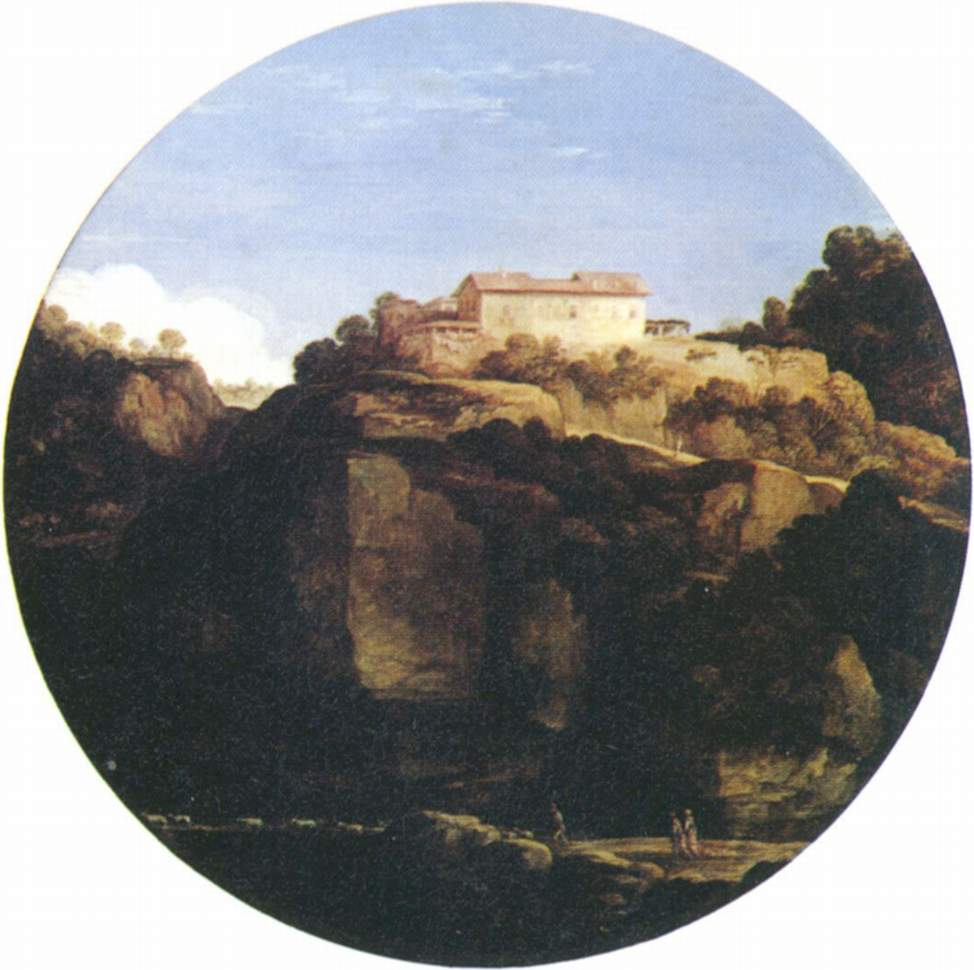
Paysage de Goffredo Wals.
Le Bain turc, Ingres.

## Complément bibliographique
- Alessandro Cecchi et Nadine Blamoutier (traducteur), « Les cadres ronds de la Renaissance florentine », Revue de l'Art, vol. 76, no 1,‎ 1987, p. 21-24 (DOI 10.3406/rvart.1987.347624, lire en ligne, consulté le 12 avril 2016).